# Johann Adam Rüppel
Johann Adam Rüppel (* 13. Januar 1864 in Weibersbrunn (Unterfranken); † 1. Januar 1930 in Stockstadt am Main) war ein deutscher Baumeister und Architekt, der vor allem im Bereich des katholischen Sakralbaus wirkte.

## Leben

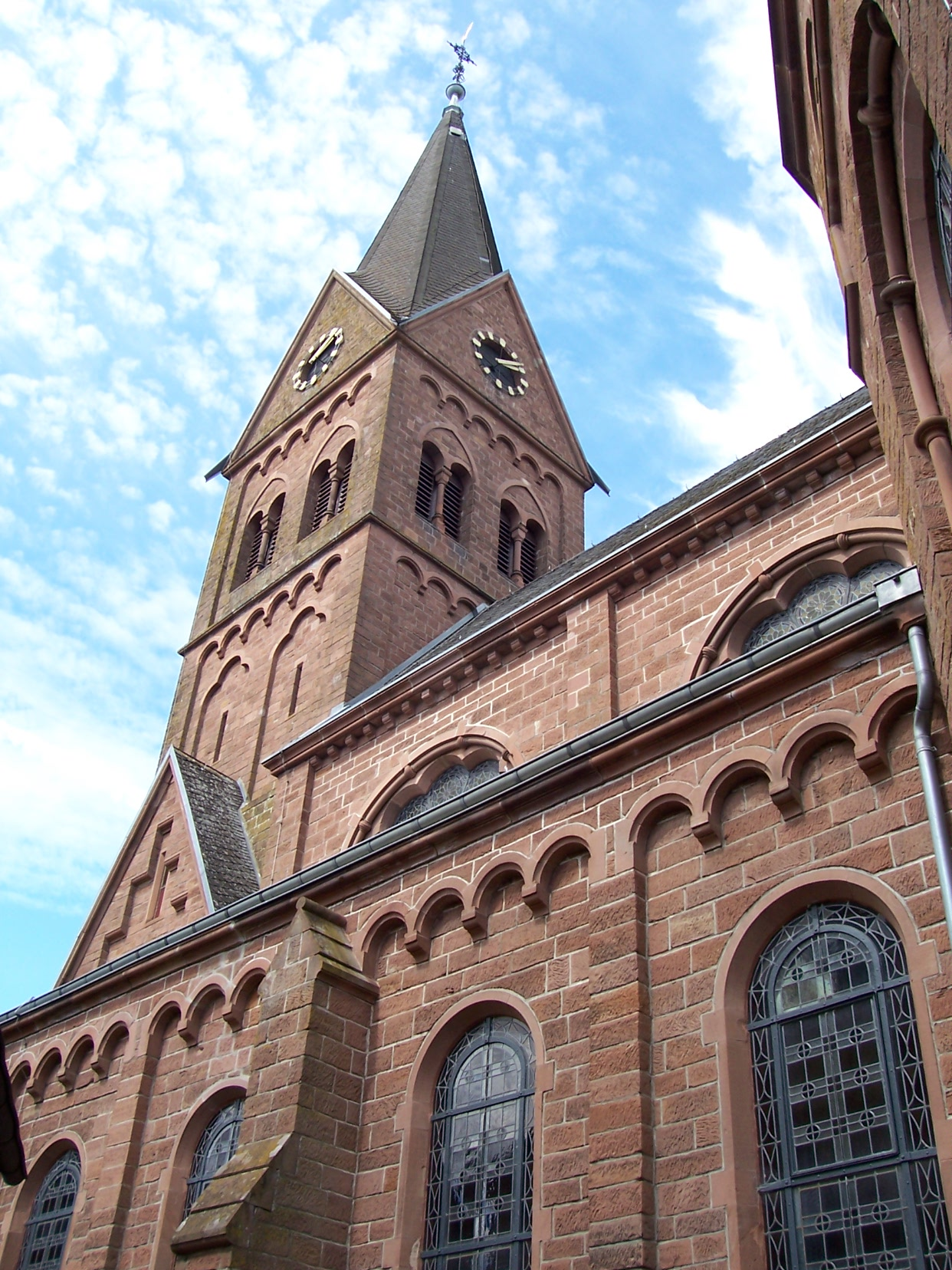
Pfarrkirche Heiligstes Herz Jesu (Hillesheim-Niederbettingen)

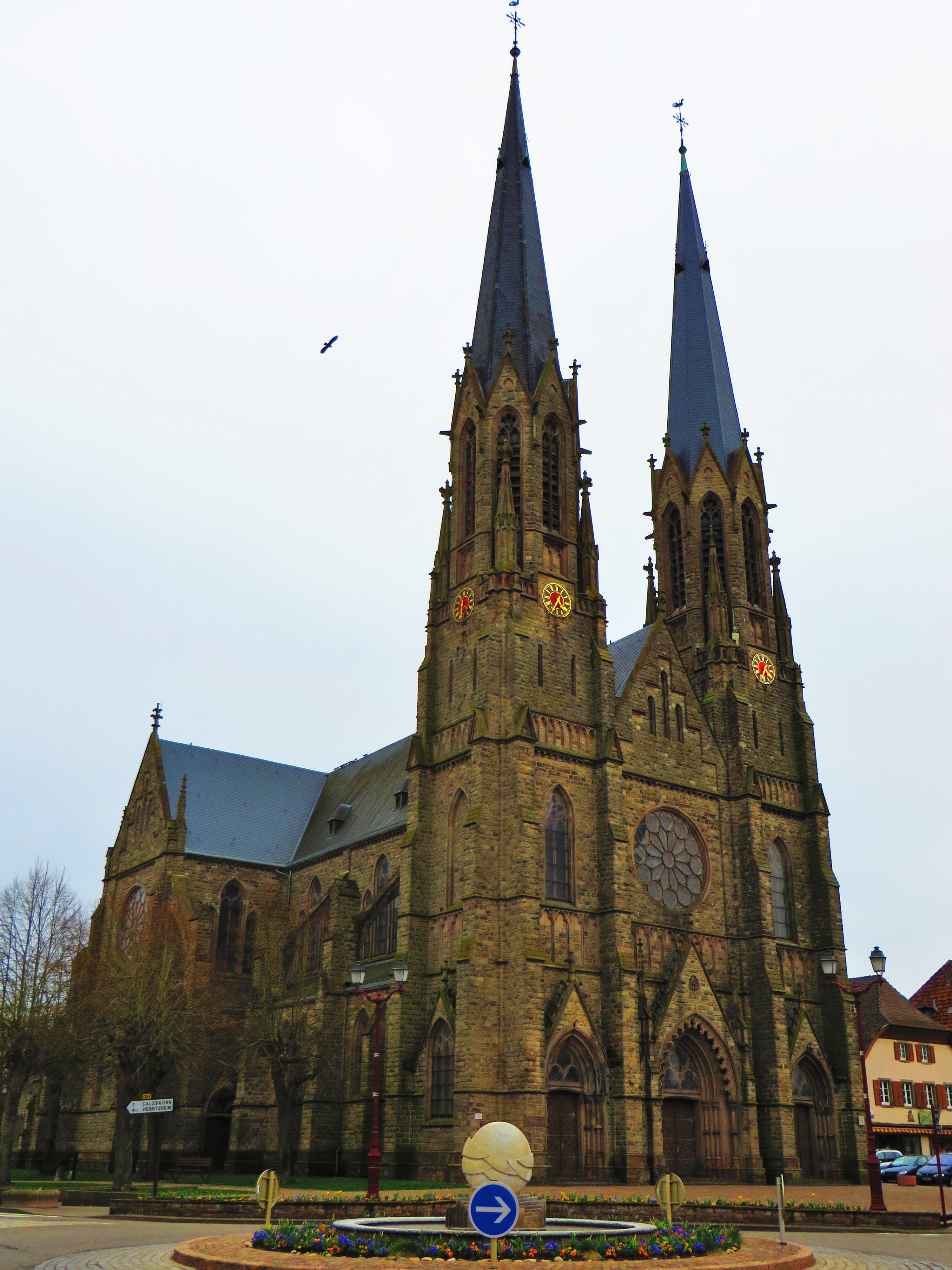
St. Martin in Saaralben (Lothringen)

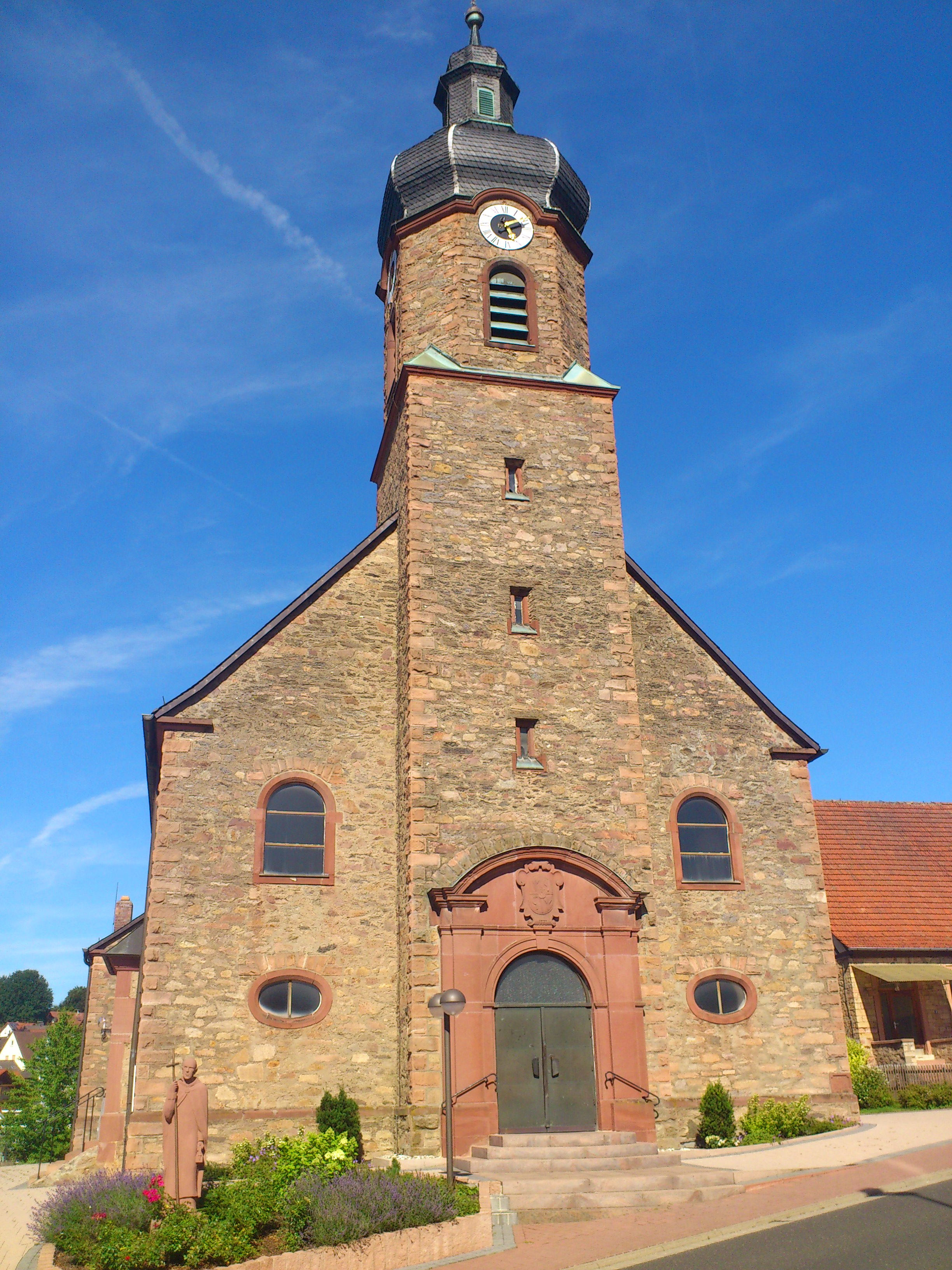
Pfarrkirche St. Kilian in Blankenbach

Rüppel studierte zuerst an der Bauschule in Würzburg und setzte seine Studien später in Dresden und Leipzig fort. In Bonn wurde er Mitarbeiter des Kirchenbaumeisters Gerhard Franz Langenberg. Nach Langenbergs Tod übernahm er dessen Architekturbüro. 1910 verlegte er seinen Wohnsitz nach Mainz und 1925 nach Stockstadt am Main.

## Werke
Bis zu Beginn des Ersten Weltkriegs baute Johann Adam Rüppel überwiegend katholische Kirchen im Stil der Neugotik. Nach dem Krieg wandte er sich dem Neobarock zu.
- 1897:–9999 Pfarrkirche Heiligstes Herz Jesu in Niederbettingen bei Hillesheim (Eifel)
- 1896–1897: Pfarrkirche St. Gregor in Golzheim
- 1898–1899: Pfarrkirche in Sankt Augustin-Hangelar
- 1899–1901: St. Antonius in Emmerich-Vrasselt
- 1900:–9999 Pfarrkirche St. Georg in Emmerich-Hüthum
- 1900:–9999 Pfarrkirche St. Remigius in Remagen-Unkelbach
- 1900–1902: Pfarrkirche St. Johann Baptist in Welschen Ennest
- 1903:–9999 Synagoge in Beuel
- 1904–1906: Pfarrkirche St. Martin in Saaralben in Lothringen (Sarralbe, Frankreich)[3][4]
- 1906:–9999 Kapelle in Grafschaft-Vettelhoven
- 1906:–9999 Pfarrkirche St. Marien in Eschweiler-Röthgen
- 1906–1907: Pfarrkirche St. Joseph in Friedrichsthal-Bildstock (Saar)
- 1907–1908: Pfarrkirche St. Nikolaus in Bundenbach, Landkreis-Birkenfeld
- 1908:–9999 Pfarrkirche St. Quirinus in Urschmitt, Landkreis Cochem-Zell[5]
- 1909–1910: Pfarrkirche St. Joseph in Saarbrücken-Malstatt
- 1909–1910: Pfarrkirche in Bischheim im Elsass
- 1910–1911: Pfarrkirche St. Hubertus in Großkampenberg im Eifelkreis Bitburg-Prüm
- 1910–1912: Katholische Pfarrkirche St. Gordianus und Epimachus in Bingen-Dietersheim
- 1912–1913: Erweiterung der Pfarrkirche St. Bartholomäus in Helfant, Gemeinde Palzem (Doppelturmfassade mit dazwischenliegender offener Vorhalle)
- 1926:–9999 Pfarrkirche St. Thekla in Frammersbach-Habichsthal
- 1927:–9999 Filialkirche St. Jodokus in Ottendorf (Gädheim) im Landkreis Haßberge
- 1927:–9999 Pfarrkirche St. Margaretha in Mainaschaff
- 1928–1929: Pfarrkirche St. Wendelin in Langenprozelten (Gemünden am Main)
- 1928–1929: Pfarrkirche St. Kilian in Blankenbach
- 1928–1929: Katholische Pfarrkirche St. Bonifaz in Sackenbach (Lohr am Main)
- 1929:–9999 Pfarrkirche St. Barbara in Hösbach-Wenighösbach